# Ring (diakritiskt tecken)
En ring är det diakritiska tecknet ˚, som kan placeras antingen ovanför eller under en bokstav i det latinska alfabetet.

## Ring ovanför bokstaven
Bokstaven Å (å), som förekommer i svenska, danska, norska och vallonska, är ett A med en ring över. Dock betraktas Å i dessa språk som en egen bokstav, snarare än ett A med diakritiskt tecken.
Andra bokstäver med ring är Ů och ů (ett latinskt U med ring). Dessa används i tjeckiska (där ringen kallas kroužek), tillsammans med hake och akut accent, ovanför många bokstäver.
Ringen används också i bolognesiska (en dialekt av emiliano-romagnolo) för att skilja ljudet [ɑ] (å) från [a] (a).
Dessutom användes ring i det litauiska kyrilliska alfabetet, främjat av ryska myndigheter, under 1800-talets sista fjärdedel i bokstaven У̊ (у̊) för att markera diftongen [wɔ], som numera skrivs uo i modern litauisk ortografi.
W̊ används för att transliterera وْ (den arabiska bokstaven vav med en ring över).

## Ring under bokstaven
Ringen förekommer också under bokstäver ( ̥), i till exempel Ḁ (gemenform: ḁ, den latinska bokstaven A med en ring under). Så används den i det internationella fonetiska alfabetet för att markera att ett tecken ska uttalas tonlöst, som till exempel tonlös konsonant, samt inom indoeuropeistiken för att markera stavelsebildande konsonant.

## Källhänvisningar
1. ↑  IPA: diacritics | International Phonetic Association, läst 2 februari 2015.